# アーヤーン
アーヤーンとは、18世紀以降のオスマン帝国において、中央政府に対し半ば独立した勢力を維持した地方有力者を指す。日本語では「地方名士」「地方名望家」などと訳される。ただしオスマン帝国において狭義には、行政・軍事・宗教等における階級組織の地位や財産を保持する人びとを指し、富裕な都市民や地主などもこの範疇に入る。

## 語源
アラビア語で「目」や「泉」を意味する「アイン」(`ayn) という単語の複数形に由来する。

## 歴史

### 台頭
皇帝スレイマン1世による度重なる外征は帝国に大きな負担をかけていたが、そこにインフレや新大陸からの銀の流入が重なり（価格革命も参照）、1580年代には急激な物価騰貴が起きて社会は混乱、政府は財政危機に陥った。その建て直しのため、16世紀末から徴税請負制（イルティザーム）が導入された。
徴税請負制の下で徴税権を競り落としたのは首都の富裕層であった。しかし彼らは地方の実情を知らなかったため、徴税権を下請けに出した。それを買い取るのは、地方で混乱を生き延びた有力者であった。こうして地方の有力者たちが実質的な徴税権を獲得していくが、彼らは名目上の徴収額と実際の徴収額の差額を集積して財をなし、政府の地方職を購入して権威を獲得し、官職と徴税権を利用して土地を集積し、在地での経済活動に投資するなどして財を蓄えていき、18世紀末には在地勢力としてその存在を顕在化させるに至った。こうした人々はアーヤーンと呼ばれた。彼らは自前の私兵軍も養い、中央政府の介入を拒む半独立の勢力となっていった。
彼らに対して中央政府は、官職を与えて懐柔し、アーヤーン同士の対立を煽って抗争させて力をそぎ、意に沿わない動きをした者を処罰・財産を没収するなどして統制を図ったものの、帝国はもはや彼らの私兵軍なくして対外戦争を行えなくなっており、その力を完全にそぐこともできなかった。

### 放逐
露土戦争の遂行を通じて、中央政府によるアーヤーンへの依存が強まり、彼らは勢力を伸張させた。皇帝セリム3世の時代にはアナトリアの大半がアーヤーンの支配下に置かれており、また政府における彼らの影響力には絶大なものがあった。一方で露土戦争における敗北は、帝国の構造的な問題を表面化させ、以後ヨーロッパ諸国に範を取った改革が進められることになる。
セリム3世の後継である皇帝マフムト2世は、改革を進めつつアーヤーンを政府の統制下に置く努力を払った。彼は政府に協力的なアーヤーンの子弟に要職を与えて政府に取り込みつつ、非協力的なアーヤーンたちに対して同盟関係の切り崩し、財産の没収、軍隊による討伐などを行って、短期間のうちにその大半を統制した。またこれと並行して進展した行政機構改革により、アーヤーンが地方社会において非公式に果たしてきた役割は政府が任命した役人に取って代わられた。ほとんど独立国家にも等しい勢力を誇っていたアーヤーンが短期に政府に吸収されていったのには、次のような理由が指摘される。
- 個々の家系の単位では、中央政府に武力で対抗するのが難しかった。
- 彼らの勢力基盤は中央政府から賦与された徴税請負権にあり、地方社会における権威は中央政府の官職により保障されていたため、あくまでオスマン帝国の支配体制の枠内の存在であった。このため政府の権威を否定して独立を目指すことはできなかった。

徴税請負制の廃止は時間をかけて進められ、1839年のギュルハネ勅令で原則廃止された。

## 著名なアーヤーン家系
カラオスマンオール家
西アナトリア。多角経営を行い、ヨーロッパ向けの綿花栽培で大きな利益を得た。第二次露土戦争に兵を提供。
シェイフザーデ家
ディヤルバクル。都市税収の大きなこの州で、州の徴税官職を手中にした。エジプトに侵攻したナポレオン軍との戦争に兵を提供。
チョバンオール家
中央アナトリア。
ジャニクリ家
北東アナトリア。
アズム家
シリア。
パスヴァントオール家
ブルガリアのヴィディン。
など。

## 著名なアーヤーン
アレムダル・ムスタファ・パシャ
ブルガリアのルスチュク。
テペデレンリ・アリー・パシャ
アルバニア、ギリシャ。
など。

## 関連文献
- 永田雄三「18世紀後半のトルコにおけるアーヤーン職制度に関する一研究」『アジア・アフリカ言語文化研究』東京外国語大学アジア・アフリカ言語文化研究所、1974年。